# Фашизм в политическом спектре

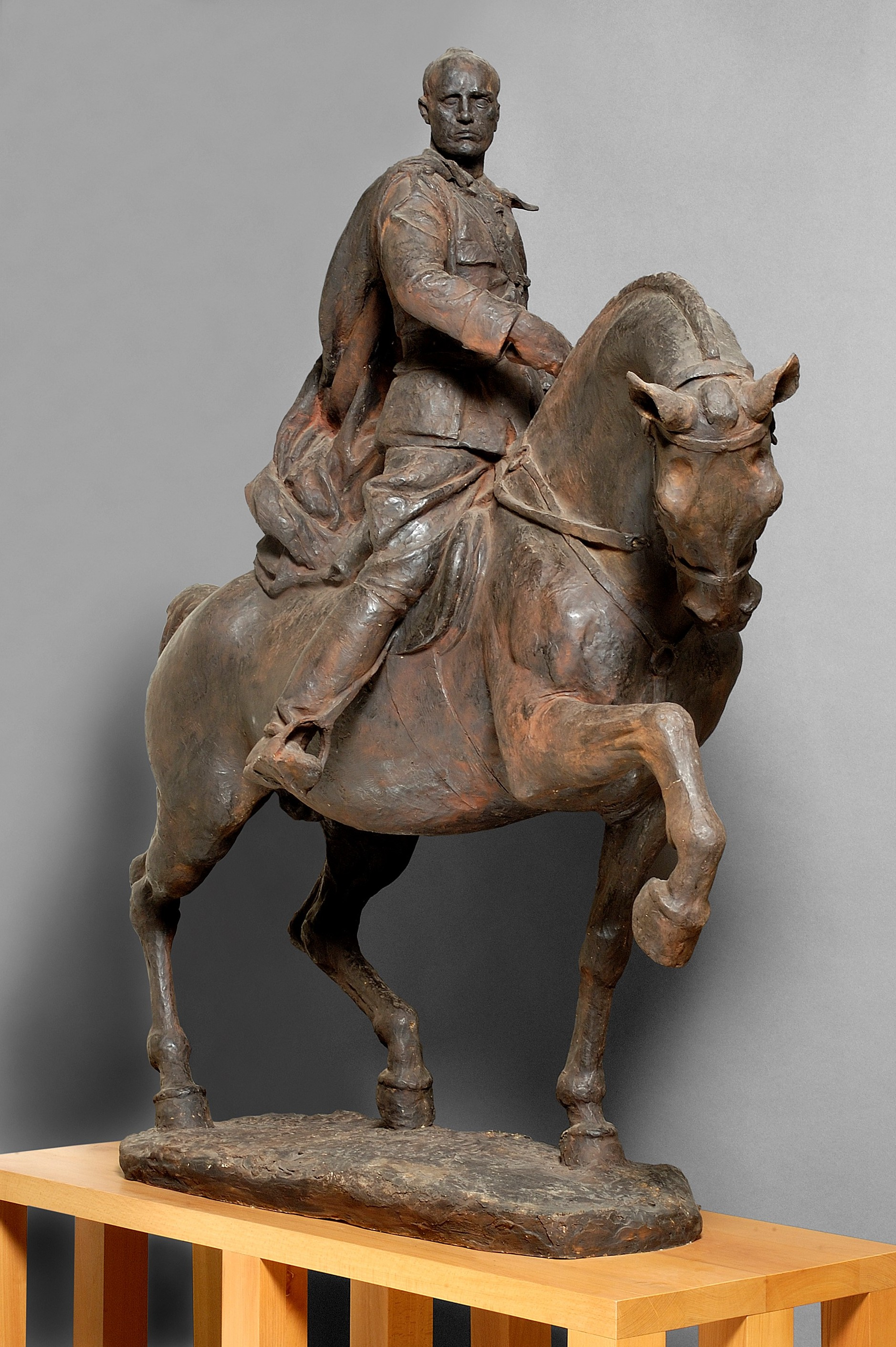
Модель конного памятника Бенито Муссолини,, 1929

Большинство учёных помещает фашизм в крайнюю правую часть политического спектра. Это направление исследований акцентируется на социальном консерватизме фашизма и его авторитарных средствах противодействия эгалитаризму. Родерик Штакельберг относит фашизм — включая нацизм, который, по его словам, является «радикальным вариантом фашизма», — к правым идеологиям, объясняя эту позицию так: «Чем в большей степени человек считает абсолютное равенство между всеми людьми желательным условием, тем левее он будет в идеологическом спектре. Чем в большей степени человек считает неравенство неизбежным или даже желательным, тем правее он будет». А. А. Галкин определял фашизм как «правоконсервативный революционаризм».
Немецкий историк Эрнст Нольте в качестве основы фашизма выделял три идеологических «анти-»: антимарксизм, антилиберализм и антиконсерватизм. К ним добавляются две характеристики движения: принцип лидерства и партийность. По мнению британского политолога Роджера Гриффина, идеология фашизма прочно связана с модернизацией и современностью, она приняла значительное разнообразие внешних форм для приспособления к конкретному историческому и национальному контексту и привлекла широкий спектр культурных и интеллектуальных течений, как левых, так и правых, антимодернистских и промодернистских. Главной мотивацией идеологии, пропаганды, стиля политики и действия, является видение грядущего возрождения нации из упадка. По мнению Роберта Пакстона, несмотря на то, что фашизм «поддержал существующий режим собственности и социальной иерархии», его нельзя считать «просто более мускулистой формой консерватизма», потому что «фашизм у власти действительно произвёл некоторые изменения, достаточно глубокие, чтобы их можно было назвать революционными». Эти преобразования нередко приводили фашизм к конфликту с консерватизмом, укоренившимся в семье, церкви, обществе и в сфере собственности. Пакстон считает, что фашизм изменил границы между частным и общественным, резко сократив сферы жизни, которые ранее были неприкосновенно частными; изменил практику гражданства от реализации конституционных прав и обязанностей до участия в массовых церемониях демонстрации лояльности и подчинения; перенастроил отношения между индивидуумом и коллективом, так что у индивидуума больше не было прав вне общественных интересов; расширил полномочия управленческих структур — партии и государства — в стремлении к тотальному контролю.
Роджер Гриффин писал, что в рамках сложившегося научного консенсуса фашизм понимается как «подлинно революционная, трансклассовая форма антилиберального и, в конечном счёте, антиконсервативного национализма». 
Большинство учёных идентифицируют нацизм как форму ультраправой идеологии и политики, фашизма и крайнюю форму политического этнического национализма в рамках немецкого националистического движения фёлькише или находившийся под сильным влиянием последнего. Крайне правая идеология в нацизме включают идею, что существуют люди «высшей расы», которые имеют право доминировать над другими людьми и очищать общество от предполагаемых «низших элементов».
Истоки фашизма сложны и включают множество, казалось бы, противоречивых точек зрения, в конечном итоге сосредоточенных на мифе о национальном возрождении из состояния упадка. Фашизм был основан во время Первой мировой войны итальянскими националистами-синдикалистами, которые использовали как левую организационную тактику, так и правые политические взгляды. Итальянский фашизм в начале 1920-х годов тяготел к правой части спектра. Важным элементом фашистской идеологии, который относится к ультраправой части спектра, является его заявленная цель — продвижение права определённой группы на господство и очищение общества от «низших элементов».
В 1920-х годах итальянские фашисты в политической программе «Доктрина фашизма» охарактеризовали свою идеологию как правую: «Мы вправе верить, что это век власти, век, склоняющийся к „правому“, фашистский век». Муссолини заявил, что вопрос о положении фашизма в политическом спектре не является серьезной проблемой для фашистов: «фашизм, сидящий справа, мог также сидеть на горе в центре… Эти слова в любом случае не имеют фиксированного и неизменного значения: они имеют переменное значение, зависящее от места, времени и духа».
Основные итальянские правые политически группы, особенно богатые землевладельцы и крупный бизнес, опасались восстания левых групп, таких как издольщики и профсоюзы. Они приветствовали фашизм и поддерживали насильственное подавление им оппонентов слева. Ассимиляция правых в итальянское фашистское движение в начале 1920-х годов привела к возникновению внутренних фракций внутри движения. В число «левых фашистов» входили Микеле Бьянки, Джузеппе Боттаи, Анджело Оливьеро Оливетти, Серджио Панунцио и Эдмондо Россони, которые были приверженцами продвижения национального синдикализма в качестве замены парламентскому либерализму с целью модернизации экономики и продвижения интересов рабочих и простых людей. «Правые фашисты» включали чернорубашечников и бывших членов Итальянской националистической ассоциации (ANI). Чернорубашечники стремились к установлению фашизма как полной диктатуры, в то время как бывшие члены ANI, включая Альфредо Рокко, стремились заменить либеральное государство на авторитарное корпоративистское государство, сохранив при этом существующие элиты. В рамках ассимиляции правых возникла группа фашистов-монархистов, которые стремились использовать фашизм для создания в Италии абсолютной монархии при короле Викторе Эммануиле III.
После падения фашистского режима в Италии, когда король Виктор Эммануил III вынудил Муссолини уйти в отставку с поста главы правительства и поместил его под арест в 1943 году, Муссолини был спасен немецкими войсками. Продолжая полагаться на поддержку Германии, Муссолини и оставшиеся лояльные фашисты основали Итальянскую социальную республику. Муссолини стремился рерадикализировать итальянский фашизм, заявляя, что фашистское государство пало, потому что итальянский фашизм был свергнут итальянскими консерваторами и буржуазией. Затем новое фашистское правительство предложило создание рабочих советов и распределение прибыли промышленности, хотя немецкие власти, фактически контролировавшие северную Италию в этот период, игнорировали эти меры и не стремились проводить их в жизнь.
Различные идеологии, впоследствии сформировавшие нацизм, прочно утвердились в немецком обществе задолго до Первой мировой войны. После Первой мировой войны сильное влияние на нацистов оказали другие немецкие ультраправые, которые придерживались таких общих убеждений, как антимарксизм, антилиберализм и антисемитизм, национализм, презрение к Версальскому договору и осуждение Веймарской республики за подписание перемирия в ноябре 1918 года, которое позже привело к подписанию Версальского договора. Основным источником вдохновения для нацистов были крайне правые националистические фрайкоры — военизированные организации, которые участвовали в политическом насилии после Первой мировой войны. Первоначально среди ультраправых немцев после Первой мировой войны доминировали монархисты, но молодое поколение, которое было связано с национализмом в рамках движения фёлькише, было более радикальным и не делало никакого акцента на восстановлении немецкой монархии. Это молодое поколение стремилось разрушить Веймарскую республику и создать новое радикальное и сильное государство, основанное на воинственной правящей этике, которое могло бы возродить «Дух 1914 года», связанный с немецким национальным единством (фольксгемайншафт).
Термин «национал-социализм» появился в результате попытки создать националистическое переопределение «социализма», под которым понималась альтернатива международному социализму и свободному рыночному капитализму. Нацизм отвергал марксистские концепции классовой борьбы, космополитического интернационализма и стремился убедить все части нового немецкого общества подчинить свои интересы единой идее ради «общего блага», принимая политические интересы в качестве приоритета экономического устройства. Партия-предшественница НСДАП, Немецкая рабочая партия, был переименована в Национал-социалистическую немецкую рабочую партию, чтобы привлечь левых рабочих, а Гитлер был изначально против такого переименования.
Ряд фашистских движений после Второй мировой войны называли себя приверженцами третьей позицией вне традиционного политического спектра. Хосе Антонио Примо де Ривера, лидер Испанской фаланги заявил: «По сути, правые выступают за сохранение экономической структуры, хотя и несправедливой, в то время как левые выступают за попытку подорвать эту экономическую структуру, даже если её подрыв повлечёт за собой уничтожение многого, что имеет ценность». После войны ряд неофашистских групп и партий адаптировались к демократическому обществу, отказавшись от наиболее радикальных постулатов фашистской идеологии и оправдания преступлений фашизма и позиционируя себя в качестве системных правых организаций.